# Сен-Сальви-де-ла-Бальм
Сен-Сальви́-де-ла-Бальм (фр. Saint-Salvy-de-la-Balme, окс. Sant Salvi dels Ròcs) — коммуна во Франции, находится в регионе Юг — Пиренеи. Департамент — Тарн. Входит в состав кантона Кастр-2. Округ коммуны — Кастр.
Код INSEE коммуны — 81269.

## География

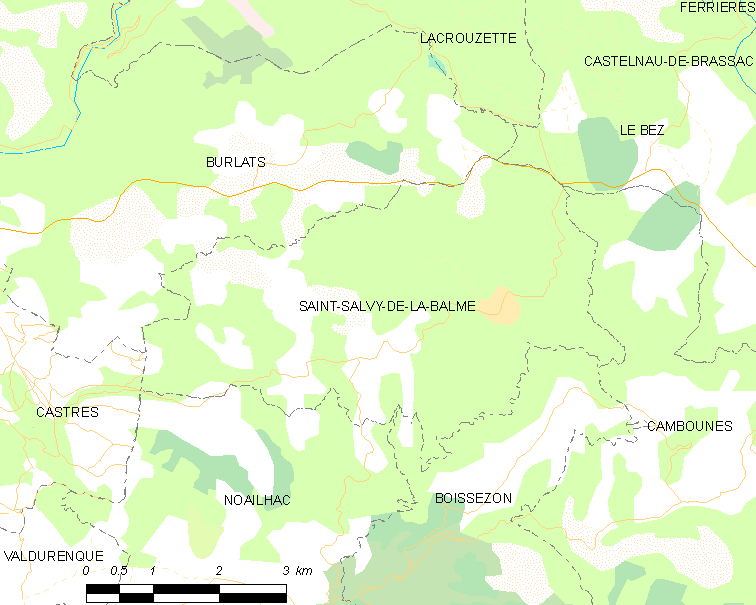
Карта коммуны

Коммуна расположена приблизительно в 590 км к югу от Парижа, в 80 км восточнее Тулузы, в 45 км к юго-востоку от Альби.
На юге коммуны протекает реки Дюранкюз. Большую часть территории коммуны занимают леса.

## Климат
Климат умеренно-океанический. Зима мягкая и дождливая, лето жаркое с частыми грозами. Ветры довольно редки.

## Население
Население коммуны на 2010 год составляло 556 человек.
| 1962 | 1968 | 1975 | 1982 | 1990 | 1999 | 2010 |
| ---- | ---- | ---- | ---- | ---- | ---- | ---- |
| 488  | 522  | 550  | 634  | 590  | 569  | 556  |

## Администрация
| Период | Период | Фамилия         | Партия | Примечания |
| ------ | ------ | --------------- | ------ | ---------- |
| 1945   | 1953   | Луи Рено        |        |            |
| 1953   | 1971   | Фернан Рено     |        |            |
| 1971   | 2014   | Жан Ришар       |        |            |
| 2014   | 2020   | Франсис Галендо |        |            |

## Экономика
В 2007 году среди 384 человек в трудоспособном возрасте (15—64 лет) 277 были экономически активными, 107 — неактивными (показатель активности — 72,1 %, в 1999 году было 71,6 %). Из 277 активных работали 248 человек (143 мужчины и 105 женщин), безработных было 29 (12 мужчин и 17 женщин). Среди 107 неактивных 25 человек были учениками или студентами, 40 — пенсионерами, 42 были неактивными по другим причинам.